# Rats: Time Is Running Out!
 (mai 2016).
Si vous disposez d'ouvrages ou d'articles de référence ou si vous connaissez des sites web de qualité traitant du thème abordé ici, merci de compléter l'article en donnant les références utiles à sa vérifiabilité et en les liant à la section « Notes et références ».
Rats: Time Is Running Out! est un jeu vidéo d'action, de réflexion et d'infiltration développé et édité par Citérémis. La version finale est sortie le 19 août 2015 sur Steam, compatible Windows et Linux. Quelques mois plus tard, le 21 décembre 2015 pour la sortie sur Mac OS X (10.7+). Citérémis offre même la possibilité d'acheter le jeu avec des Bitcoin sur leurs site officiel. Une sortie sur mobile et tablette compatibles iOS et Android est prévue.
Rats: Time Is Running Out! se déroule dans un univers fictif de style steampunk où tous les personnages sont des animaux. Le joueur incarne RedEyes, un rat blanc aux yeux rouges qui doit dérober, à la manière de Robin des bois, un riche cochon ayant le contrôle sur toutes les banques pour ensuite retourner l'argent au pauvre peuple. Le joueur doit évoluer de niveau en niveau en amassant le plus de richesses possible dans le temps imparti par chacun de ceux-ci tout en ne se faisant pas prendre par les autorités pour ramasser le diamant. Le joueur se voit attribuer des points en fonction de sa performance durant le niveau.

## Univers

### Trame
Rats: Time Is Running Out! prend place dans un monde imaginaire du style steampunk. L'histoire se déroule dans la ville de Swine Island City où se situe de nombreuses banques. Un cochon a le contrôle de celle-ci et il s'empare de toutes les richesses du peuple. Une équipe de quelques rats décide de le combattre.
Dans une petite maison dans les bois, RedEyes, l'un d'entre eux se fait briefer sur les différentes banques qu'il devra infiltrer. L'équipe rejoint ensuite la ville en dirigeable.

## Système de jeu

### Niveaux
La carte principale permet au joueur de choisir une partie de la ville. Une fois sélectionnée, le joueur doit compléter les niveaux obligatoires de cette carte avant de pouvoir prendre le dirigeable et changer de quartier.
Les niveaux sont courts et possèdent chacun un objectif principal, le diamant bleu, et, quelquefois : des objectifs secondaires et des plans qui permettent d'acheter de nouveaux outils. Compléter un niveau donne un score compté en étoiles. Chaque étoile correspond à un objectif et, pour avoir toutes les étoiles, il faut remplir tous objectifs durant la même essai.

### Équipement
Plusieurs équipements spéciaux sont à la disposition du joueur pour l’aider à réussir son objectif dans les temps. Les outils permettent de refaire des niveaux antérieurs avec plus de facilité pour remplir tous les objectifs.

## Développement
L'équipe a présenté le jeu à la Pax East 2014. Le jeu a été développé à Sherbrooke. Le jeu a été édité sur Steam en suivant le processus Steam Greenlight.
Pac-Man a été une forte source d’inspiration pour l’équipe. Un niveau, nommé The 4 Ghosts, est la réplique du niveau du premier jeu Pac-Man.

## Ventes
Steam Spy estime les ventes du jeu à 30 000 exemplaires.